# Poa halmaturina
Poa halmaturina là một loài thực vật có hoa trong họ Hòa thảo. Loài này được J.M.Black miêu tả khoa học đầu tiên năm 1943.